# ЛуАЗ-1301
ЛуАЗ-1301 — советский и украинский проектный легковой автомобиль повышенной проходимости малого класса, представляет собой II поколение легковых гражданских АПП Луцкого автомобильного завода. Является «преемником» модели ЛуАЗ-969 (1302).

## История

### Первый вариант: торсионные подвески (1984)
Работы по созданию следующего после 969 модели кузова (поколения) АПП ЛуАЗ стартовали в начале 1980-х годов (к тому же времени, когда сформировался образ кузова легкового автомобиля ЗАЗ, третьего поколения — 1102), к 1984 году был готов первый опытный образец: он имел шасси и ДВС от прежнего автомобиля (969М), позднее был применён современный двигатель поколения МеМЗ-245. В этом варианте предполагался тот же тип подвески — торсионный. В дальнейшем подход изменился: было решено применять другой тип подвески — «качающаяся свеча».

### Второй вариант: подвески «МакФерсона» (1988)
В конце 1986 года появился опытный ходовой образец, выполненный в соответствии с изменившейся концепцией. В конце 1988 года был построен первый опытный образец ЛуАЗ-1301 со сформировавшимся образом кузова. Помимо кузова, среди конструктивных новшеств, отличающих от предыдущего автомобиля (ЛуАЗ-969): коробка перемены передач, независимые пружинные подвески типа «качающаяся свеча» (вместо торсионных), постоянный полный привод всех колёс с блокируемым межосевым дифференциалом (вместо подключаемого заднего), рядный 4-цилиндровый двигатель поколения МеМЗ-245 с жидкостным охлаждением и ременным приводом ГРМ (вместо «V»-образного, с воздушным охлаждением). Модель является родственной по отношению к семейству моделей легковых автомобилей ЗАЗ-1102/1103/1105. Передняя подвеска унифицирована с подвеской автомобилей семейства «Лада Спутник», задняя — с подвеской семейства «Таврия». В 1990 году два опытных образца модели ЛуАЗ-1301, в составе с обновлённой моделью I поколения — под индексом ЛуАЗ-1302, отправились на климатические пятинедельные испытания на южный полигон НАМИ — в город Пскент, УзССР.
Из примечательных особенностей опытных экземпляров можно выделить: возможность изменения дорожного просвета, осуществляемого пневмобаллонами, управляемыми электрическим бортовым компрессором и каркасно-панельный кузов.
После распада СССР, темпы освоения и доводки автомобиля снизились; за это время он подвергся некоторым изменениям. В 1999 году производственные мощности ЛуАЗ переориентировывают на сборку автомобилей разработок ВАЗ и УАЗ. Серийное производство модели ЛуАЗ-1301 планировалось начать в 2004 году. Однако в феврале 2006 года было объявлено о «его нецелесообразности ввиду устаревания данного автомобиля». Модель представлена предсерийными экземплярами из опытно-промышленной партии и опытными образцами, по причине чего является редкой. На данном поколении история развития АПП ЛуАЗ прервалась.

## Модификации
- ЛуАЗ-1301-08 — автомобиль скорой медицинской помощи (верхняя часть кузова выполнена из стеклопластика)[3][4][5]

## Иная, пробная разработка НАМИ (1988)
- «ЛуАЗ-Прото» — альтернативный экспериментальный вариант АПП с пластиковым кузовом, разработанный в Ленинградской лаборатории НАМИ под руководством Геннадия Хаинова в 1988-89 годах:

Двигатель — МеМЗ-245 («Таврия»);
Коробка передач — 6-ступенчатая, синхронизированная, две первые передачи — понижающие;
Задняя зависимая подвеска типа «Де Дион».